# Шабизбаш
Шабизба́ш (тат. Шәбезбаш) — посёлок в Актанышском районе Республики Татарстан, в составе Старокурмашевского сельского поселения.

## История
В «Списке населенных мест по сведениям 1870 года», изданном в 1877 году, населённый пункт упомянут как деревня Шабызбашева 1-го стана Мензелинского уезда Уфимской губернии. Располагалась при речке Шабызе, по левую сторону почтового тракта из Мензелинска в Бирск, в 42 верстах от уездного города Мензелинска и в 15 верстах от становой квартиры в деревне Поисева. В деревне, в 44 дворах жили 229 человек (124 мужчины и 105 женщин, тептяри), были мечеть, училище, ветряная мельница. Жители занимались земледелием, скотоводством.

## Население
| 1795 | 1859 | 1870 | 1884 | 1897 | 1906 | 1920 | 1926 | 1938 | 1949 | 1958 | 1970 | 1979 | 1989 | 2002 | 2010 | 2015 |
| ---- | ---- | ---- | ---- | ---- | ---- | ---- | ---- | ---- | ---- | ---- | ---- | ---- | ---- | ---- | ---- | ---- |
| 66   | 218  | 229  | 269  | 307  | 395  | 287  | 315  | 273  | 186  | 152  | 182  | 111  | 78   | 65   | 67   | 52   |

Национальный состав села: татары.